# Noblella lynchi
Noblella lynchi är en groddjursart som först beskrevs av William Edward Duellman 1991.  Noblella lynchi ingår i släktet Noblella och familjen Strabomantidae. IUCN kategoriserar arten globalt som otillräckligt studerad. Inga underarter finns listade i Catalogue of Life.